# ガランドヤ古墳
ガランドヤ古墳（ガランドヤこふん）は、大分県日田市石井町にある古墳である。1993年（平成5年）10月13日に国の史跡に指定された。

## 概要
日田市の東南部の三隈川（筑後川上流部）の左岸段丘に置する3基の円墳からなる古墳群である。第1号墳の西約50メートルに第2号墳が、南東約25メートルに第3号墳が位置する。このうち第1号墳及び第2号墳の2基はともに装飾古墳で、6世紀中頃から後半の古墳であると推定され、国の史跡に指定されている。2基の装飾古墳が並ぶものは、この地域では珍しい。本古墳は、近隣の穴観音古墳や法恩寺山古墳群とともに、筑後川流域の装飾古墳文化圏に属するものと考えられている。

### 第1号墳
第1号墳は、墳丘が完全に失われ、石室の石組が露出している。石室は、両袖式複室構造の横穴式石室で、玄室長約4.3メートル、幅約3.0メートルの長方形をしている。玄室の奥壁に、赤と緑の顔料で、手を広げた人物、馬、舟、鳥、円文等が描かれている。第1号墳からは、副葬品として、馬具、装飾品、須恵器、土師器等が出土している。
2013年度（平成25年度）から2014年度（平成26年度）にかけて、石室をコンクリート躯体で覆い、盛り土を墳丘状に被せる保護施設の整備が行われている。

### 第2号墳
第2号墳には、直径約20メートル、高さ9メートルの墳丘が残存しているが、石室の東側は露出している。石室は、複室構造の横穴式石室で、玄室長約3.3メートル。保存状態はよくないが、玄室の奥の鏡壁に、赤で下塗りをした地に緑の顔料で、弓を引いた騎馬の人物、同心円文、連続山形文等が描かれている。第2号墳からは、副葬品として、直刀、装飾品、須恵器等が出土している。このうち、直刀の鍔には象嵌が施されていることがX線調査により判明している。
墳丘の上には高さ15m、幹周り3.2mで樹齢100年以上と推定されるイチョウの大木が生えている。日田市教育委員会では2019年度（平成31年度）に第2号墳を覆う仮設覆屋の建設に着手する予定であり、このイチョウの大木は根が石室内部まで入り込んでいて石室を傷めるおそれがあるため、2019年5月にも伐採される予定である。

### 第3号墳
第3号墳は、現在は墓所になっており、墳丘や石室の石組もほぼ破壊されている。